# Bombylius plumipes
Bombylius plumipes är en tvåvingeart som beskrevs av Dru Drury 1773. Bombylius plumipes ingår i släktet Bombylius och familjen svävflugor.
Artens utbredningsområde är Jamaica. Inga underarter finns listade i Catalogue of Life.